# Radha

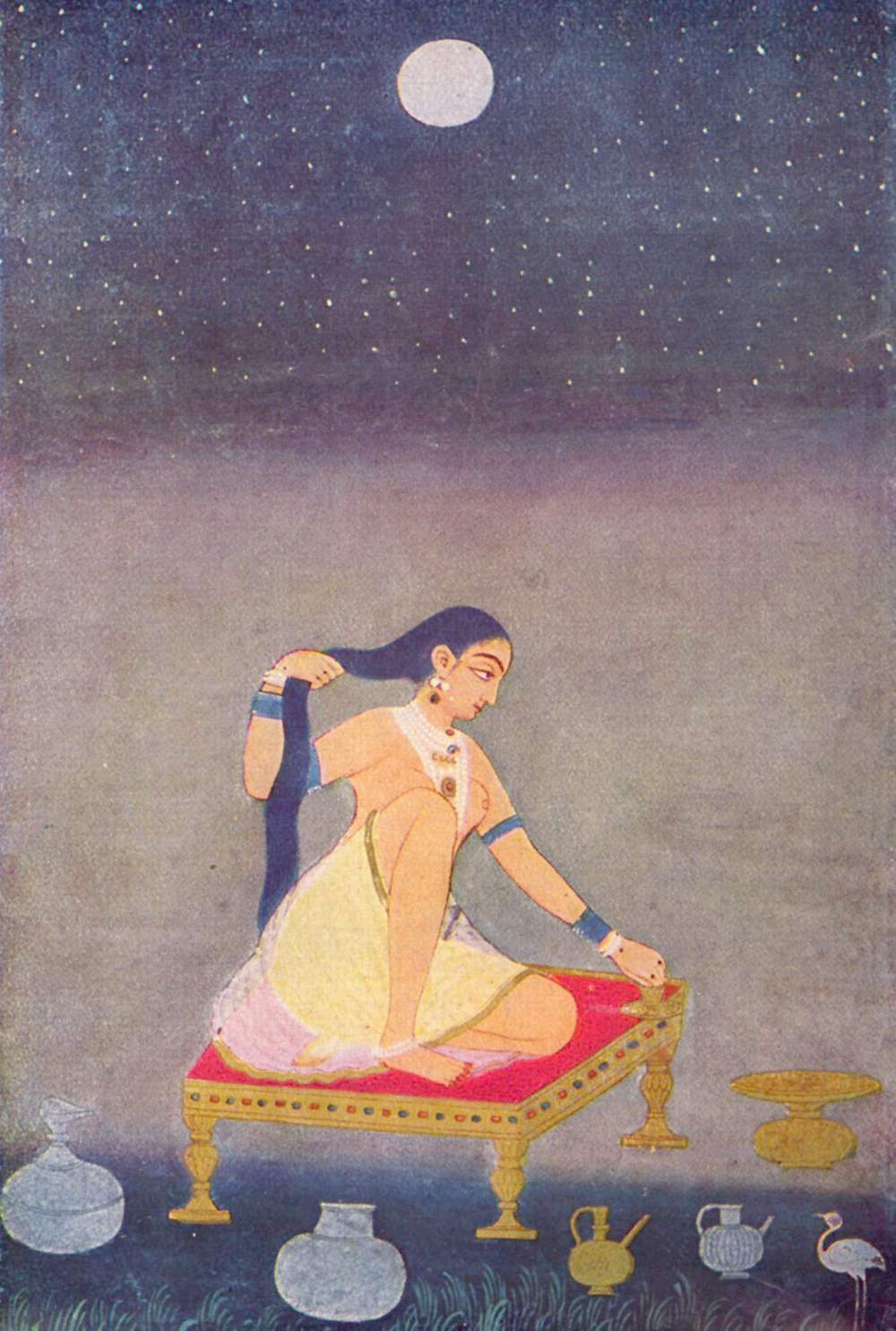
Una pintura de Radha al estilo mogol (1650); no es común ver un cuadro de Radha sola, sin Krishna: eso se considera un error teológico.

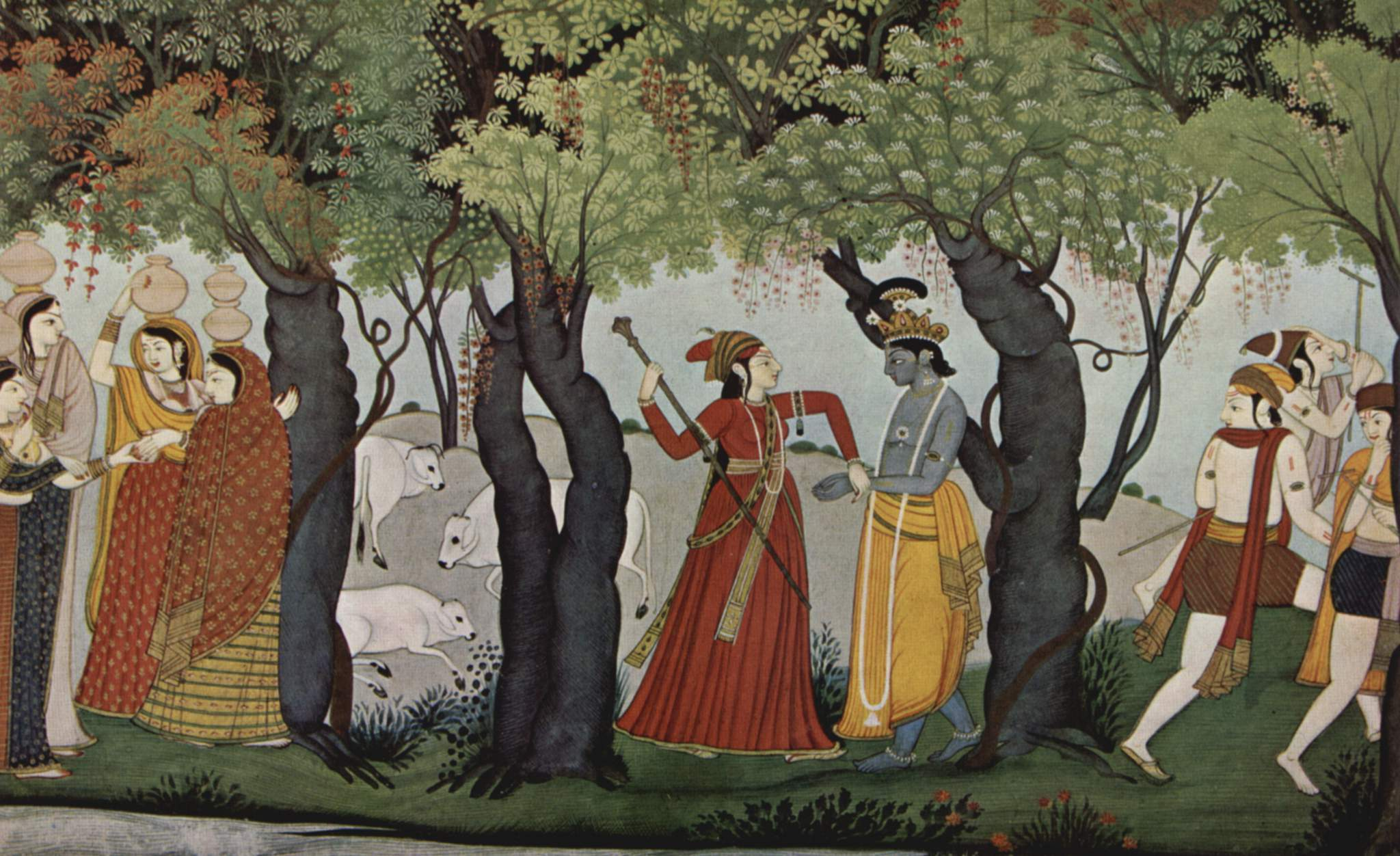
Krishna con Radha; a la izquierda se ven las pastoras gopís, y a la derecha los pastores gopás; cuadro (hacia 1770) del estilo Bilāspur, Museo Hindú (Calcuta).

Rādhā (en silabario devanagarí: राधा) es la consorte del dios hindú Krishna. Se trata de un personaje muy famoso de la literatura vaisnava (de los adoradores de Visnú-Krisna), tal como el Gita govinda y el Bhāgavata Purāna. Su relación con Krisna está más detallada en textos como el Brahma Vaivarta Purana, el Garga Samhita y el Brihad Gautamiya Tantra. Radharani es la mejor amiga y compañera de Krishna en la mayoría de sus pasatiempos en Vrindavana.
Sus devotos la llaman Śrīmatī Rādhārānī (la Sra. Rādhā-reina), siendo:
- śrī: señor o señora (apelativo neutro de respeto), literalmente ‘fortuna’ o ‘afortunado’.
  - śrīmatī: ‘señora’, literalmente ‘que posee fortuna’
- rādhā: ‘adoradora [de Krisna]’ (justamente la palabra adorar viene de la misma raíz indoeuropea que el término sánscrito rādh).
- rānī: ‘reina’, femenino de rāja o rash: ‘rey’. Tanto el término español como el sánscrito provienen de la misma raíz indoeuropea.

En varias tradiciones vaishnavas, Rādhā es una deidad principal, avatar de la diosa original Laksmí, la consorte del dios Visnú. En realidad los vaisnavas creen que Rādhā es la personalidad origen de todas las Diosas Madre.
Radha también es el objeto principal de adoración en la tradición Nimbarka Sampradaya, ya que Nimbarka, el fundador de la doctrina, declaró que Radha y Krisna juntos constituyen la verdad absoluta.
En la actualidad, los habitantes de la ciudad de Vrindávan (India) se saludan en la calle con el grito “¡Rādhe Rādhe!”.

## Hagiografía
La tradición vaishnava dice que Radharani nació en Varshana o Rawal, una aldea cerca de 8 km al oeste de Vrindāvan (que se encuentra 140 km al sursudeste de la actual Nueva Delhi, capital de India). Su padre era uno de los “reyes” de los pastores, Vrisha Bhanu, y su madre era Kirtidā (‘fama da’, así como la madre de Krishná se llama Yaśodā: ‘gloria da’).

## En el Majábharata
Según la historia de Krisna contada en el Majábharata, se dice que Rādhā es una de las gopís (pastoras), y que Krisna jugaba con Rādhā cuando era aún una niña prepúber.

## En las tradiciones vaishnavas
En la rama gaudiya (bengalí) del vaisnavismo (o vishnuismo), Rādhā es el centro de la doctrina, y tiene más importancia que el propio Krisna. La consideran su adi-śakti (‘energía primordial’) la diosa suprema (aspecto o energía femenina del dios Krishná).
Radha se encuentra cada noche con Krisna, mediante estratagemas, y son servidos en su encuentro por las gopís, organizadas por Vrindá. Entre las gopís principales se encuentran Lalita y Vishakha.

### Casados o amantes
Según la teología vaisnava, Radha comparte dos tipos de relaciones con el dios Krishna:
- parakīya-rasa (amor fuera del matrimonio, sin ninguna limitación social).
- swakīya-rasa (relación conyugal, como casados).

Según la tradición, Rādhā nunca pudo casarse con el adolescente Krisna, ya que fue casada por sus padres siendo muy niña con otro pastor de vacas del pueblo de Vrindávan. Pero por un arreglo de la energía divina yogamaya, esa pareja nunca puede consumar su matrimonio, por lo que cada noche, Rādhā era sólo de Krisna y de nadie más. Su relación con el dios se llama parakīya-rasa (relación como amante fuera del matrimonio, llena de pasión y secreto).
En cambio cuando años después Krisna abandonó Vrindavan y se convirtió en rey, su reina Rukminī era su esposa principal. Cuando asciende a su morada celestial Goloka, lleva consigo a Radha y las gopis, reuniéndose definitivamente como swakīya-rasa.